# Pascalin
Pascalin est un prénom masculin qui se fête le 17 mai ainsi qu'un patronyme.

## Anthroponyme
Pascaline est son équivalant en féminin, mais elle possède plusieurs variantes.

### Variants
- français : Pascal, Pascale, Pascalin, Pascaline
- italien : Pasqual, Pasquale
- albanais : Paskal, Paskali

### Patronyme de personnalités
Pascalin est un nom de famille  notamment porté par :

- Pierre Pascalin (1926-2009), joueur français de rugby.